# Virollet
Virollet est une commune du Sud-Ouest de la France située dans le département de la Charente-Maritime (région Nouvelle-Aquitaine).
Ses habitants sont appelés les Virolletais et les Virolletaises.

## Géographie
La commune de Virollet se situe dans le sud-ouest du département de la Charente-Maritime, en région Nouvelle-Aquitaine, dans l'ancienne province de Saintonge. Appartenant au Midi de la France — on parle plus précisément de « Midi atlantique », au cœur de l'arc atlantique, elle peut être rattachée à deux grands ensembles géographiques, le Grand Ouest français et le Grand Sud-Ouest français.

### Communes limitrophes
| Épargnes                   | Saint-André-de-Lidon |                         |
| Chenac-Saint-Seurin-d'Uzet | Virollet             | Gémozac                 |
| Mortagne                   | Brie-sous-Mortagne   | Saint-Germain-du-Seudre |

## Urbanisme

### Typologie
Au 1er janvier 2024, Virollet est catégorisée commune rurale à habitat très dispersé, selon la nouvelle grille communale de densité à 7 niveaux définie par l'Insee en 2022.
Elle est située hors unité urbaine et hors attraction des villes,.

### Occupation des sols
L'occupation des sols de la commune, telle qu'elle ressort de la base de données européenne d’occupation biophysique des sols Corine Land Cover (CLC), est marquée par l'importance des territoires agricoles (69,7 % en 2018), en augmentation par rapport à 1990 (68,8 %). La répartition détaillée en 2018 est la suivante : 
cultures permanentes (31,8 %), forêts (30,3 %), terres arables (20,3 %), zones agricoles hétérogènes (17,6 %). L'évolution de l’occupation des sols de la commune et de ses infrastructures peut être observée sur les différentes représentations cartographiques du territoire : la carte de Cassini (XVIIIe siècle), la carte d'état-major (1820-1866) et les cartes ou photos aériennes de l'IGN pour la période actuelle (1950 à aujourd'hui).

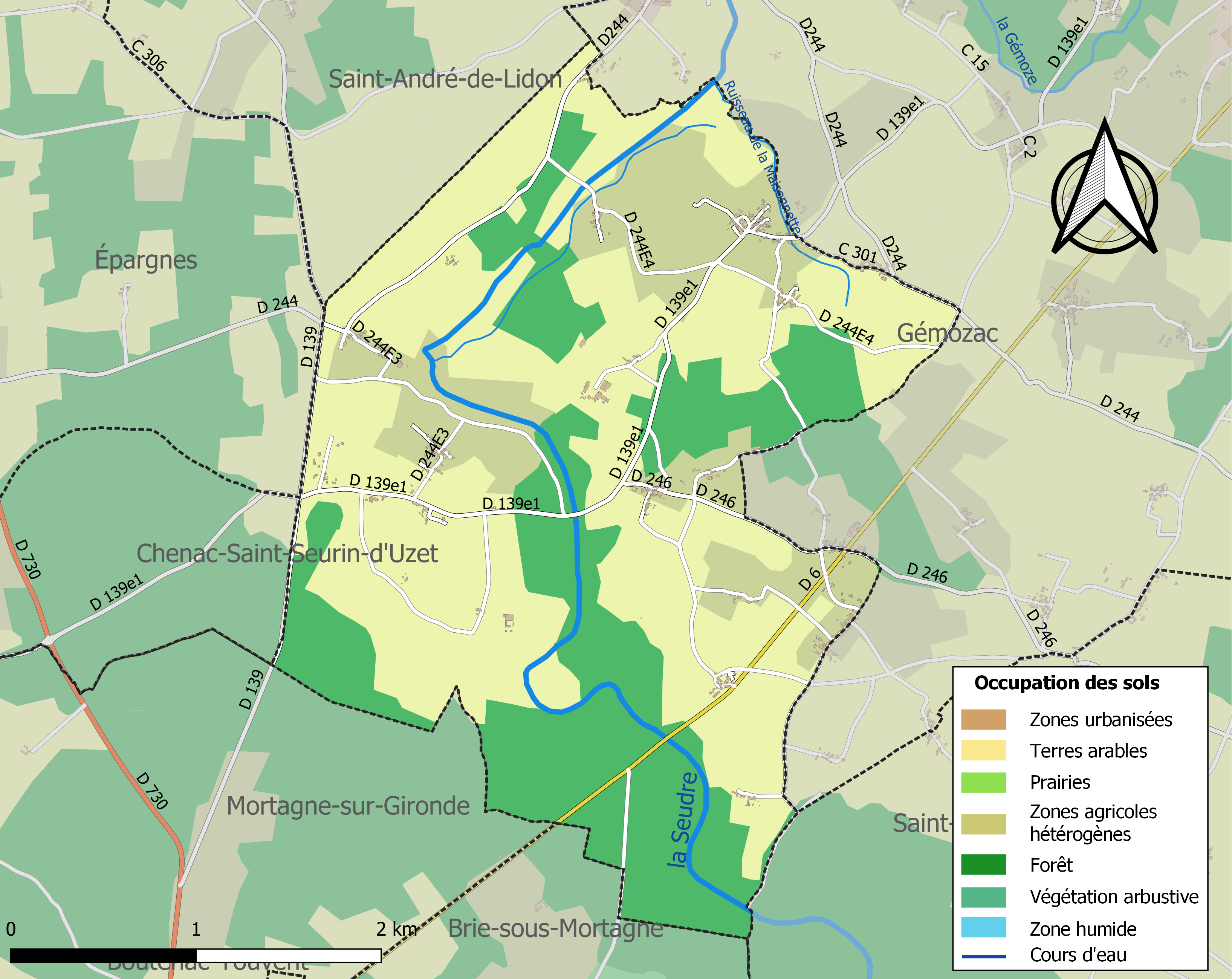
Carte des infrastructures et de l'occupation des sols de la commune en 2018 (CLC).

### Risques majeurs
Le territoire de la commune de Virollet est vulnérable à différents aléas naturels : météorologiques (tempête, orage, neige, grand froid, canicule ou sécheresse), inondations, feux de forêts, mouvements de terrains et séisme (sismicité faible). Il est également exposé à un risque technologique,  le transport de matières dangereuses. Un site publié par le BRGM permet d'évaluer simplement et rapidement les risques d'un bien localisé soit par son adresse soit par le numéro de sa parcelle.

#### Risques naturels
Certaines parties du territoire communal sont susceptibles d’être affectées par le risque d’inondation par débordement de cours d'eau, notamment la Seudre. La commune a été reconnue en état de catastrophe naturelle au titre des dommages causés par les inondations et coulées de boue survenues en 1982, 1999 et 2010,.
Virollet est exposée au risque de feu de forêt du fait de la présence sur son territoire de la forêt de la Lande, un massif classé à risque dans le plan départemental de protection des forêts contre les incendies (PDPFCI), élaboré pour la période 2017-2026 et qui fait suite à un plan 2007-2016. Les mesures individuelles de prévention contre les incendies sont précisées par divers arrêtés préfectoraux et s’appliquent dans les zones exposées aux incendies de forêt et à moins de 200 mètres de celles-ci. L’article L.131-1 du code forestier et l’arrêté du 2 décembre 2020 règlementent l'emploi du feu en interdisant notamment d’apporter du feu, de fumer et de jeter des mégots de cigarette dans les espaces sensibles et sur les voies qui les traversent sous peine de sanctions. Un autre arrêté du 2 décembre 2020 rend le débroussaillement obligatoire, incombant au propriétaire ou ayant droit,,,.

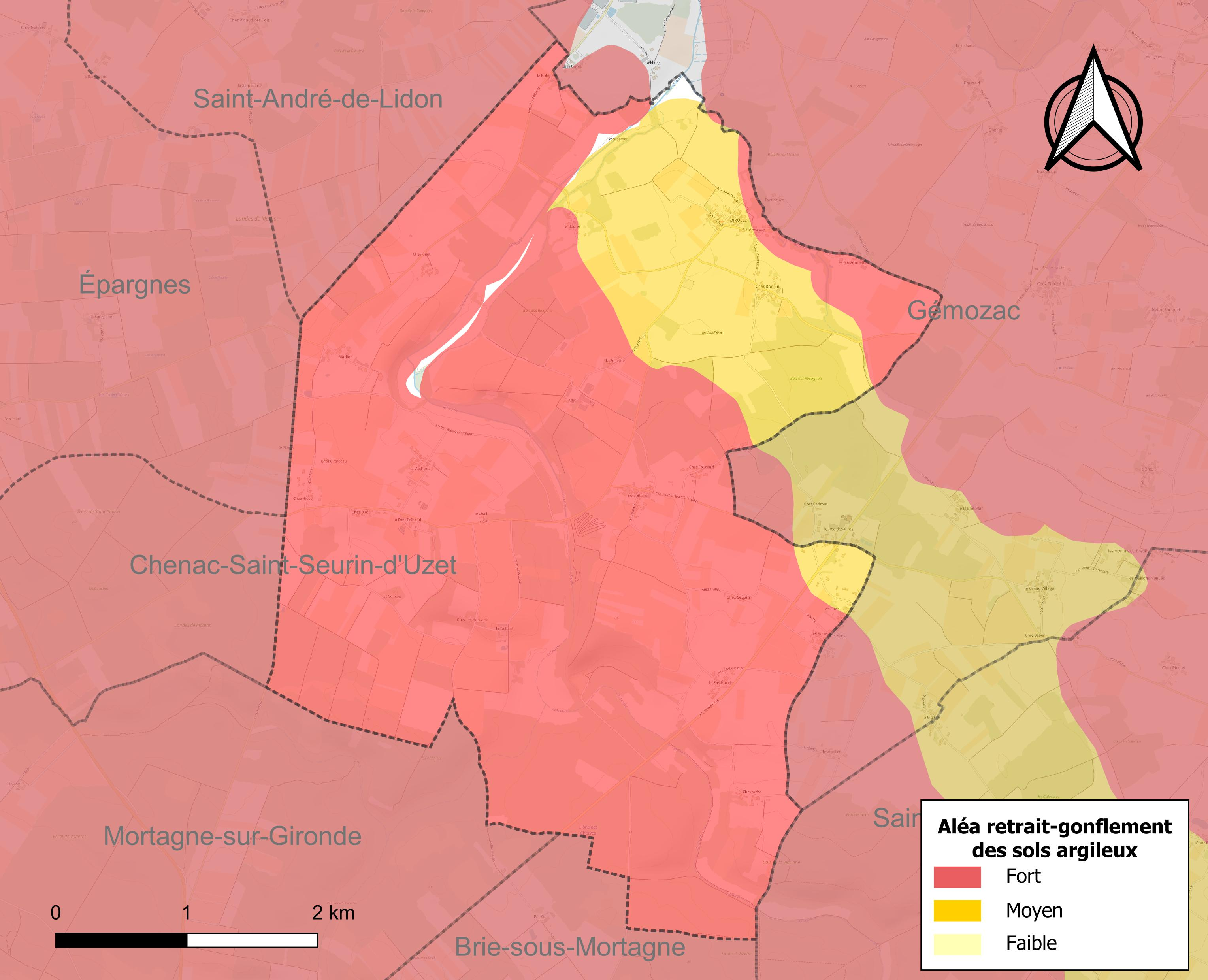
Carte des zones d'aléa retrait-gonflement des sols argileux de Virollet.

Les mouvements de terrains susceptibles de se produire sur la commune sont des tassements différentiels.
Le retrait-gonflement des sols argileux est susceptible d'engendrer des dommages importants aux bâtiments en cas d’alternance de périodes de sécheresse et de pluie. 99,4 % de la superficie communale est en aléa moyen ou fort (54,2 % au niveau départemental et 48,5 % au niveau national). Sur les 170 bâtiments dénombrés sur la commune en 2019,  170 sont en aléa moyen ou fort, soit 100 %, à comparer aux 57 % au niveau départemental et 54 % au niveau national. Une cartographie de l'exposition du territoire national au retrait gonflement des sols argileux est disponible sur le site du BRGM,.
Par ailleurs, afin de mieux appréhender le risque d’affaissement de terrain, l'inventaire national des cavités souterraines permet de localiser celles situées sur la commune.
Concernant les mouvements de terrains, la commune a été reconnue en état de catastrophe naturelle au titre des dommages causés par la sécheresse en 2003, 2009 et 2011 et par des mouvements de terrain en 1999 et 2010.

#### Risques technologiques
Le risque de transport de matières dangereuses sur la commune est lié à sa traversée par une ou des infrastructures routières ou ferroviaires importantes ou la présence d'une canalisation de transport d'hydrocarbures. Un accident se produisant sur de telles infrastructures est susceptible d’avoir des effets graves sur les biens, les personnes ou l'environnement, selon la nature du matériau transporté. Des dispositions d’urbanisme peuvent être préconisées en conséquence.

## Toponymie
Virollet tire son nom de la langue d'oïl virolet, « tourniquet, petit moulin à vent (jouets) », pour désigner un vrai, minuscule, moulin à vent,.

## Histoire
Il n’existe pas  de traces de cette localité avant l’arrivée des moines cisterciens au XIIe siècle, qui édifient un prieuré puis l’importante abbaye de Madion. Ils cultivent la lande et établissent des pêcheries dans les fosses le long de la Seudre.
L’abbaye de Madion, peut-être fondée au XIe siècle, a été très puissante, propriétaire de vastes domaines, en particulier d’immenses étendues de forêts appelées Bois Rigaud situées dans la principauté de Mortagne. Le premier abbé connu, Guillaume, y vit vers 1200.
Épargnée par la guerre de Cent Ans, elle est victime des guerres de religion. En 1568, les Protestants la détruisent, brûlent les archives et les religieux sont massacrés. Par la suite, l’abbaye n’a que des abbés commanditaires.
Comme le rappelle l’inscription latine[précision nécessaire], c’est Dom Martin De Marchais qui entreprend cent ans plus tard sa restauration. Malgré ces réparations, l’abbaye retombe vite dans un état lamentable. La messe y est cependant célébrée jusqu’en 1790 par le curé Vanderquant de Virollet.

À cette date, l’abbaye et toutes ses dépendances sont déclarées biens communaux et vendues à différents particuliers.
Le nom d’un lieu-dit Combe de la Bataille, au XVIIe siècle, indiquerait[réf. souhaitée] une échauffourée entre soldats du Roi et Protestants réunis secrètement.
Les premiers pieds de tabac importés en France par Jean Nicot auraient été plantés sur des terrains de cette paroisse dénommée Virollet de Madion dans un rôle d’imposition datant du XVIIIe siècle.
Des carrières de sable et de pierre à chaux sont exploitées au XIXe puis au XXe siècle par des réfugiés italiens. Des fours à chaux qui fournissaient à la région la chaux utilisée pour la préparation de la bouillie bordelaise en traitement de la vigne et le blanchiment des murs des habitations s’y trouvent encore. 
À l’entrée du village existe encore, construit sur le ruisseau la Maisonnette, un lavoir qui servait également d’abreuvoir aux animaux par temps de sécheresse. Tout près, l’aire de loisirs du Petit Perou est un lieu agréable et verdoyant.	
Sur les terrains boisés, les clônes ou mares au nombre de 11 sur l’étendue de la commune sont caractéristiques d’un sol retenant les eaux de pluie.
Une pierre de gué, rapportée près de l’église, provenant d’un passage sur la Seudre, aurait aidé[réf. souhaitée] Charlemagne à se rendre dans la région.
Sur les terrains sablonneux, l’activité consiste en une polyculture à prédominance viticole pour le cognac, pineau, vin de pays et production de plants de vigne greffés vendus en France et à l’étranger.

## Administration

### Liste des maires
| Période                                  | Période  | Identité        | Étiquette | Qualité  |
| ---------------------------------------- | -------- | --------------- | --------- | -------- |
| 1989                                     | 2014     | Jean-Guy Arrivé |           |          |
| 2014                                     | En cours | Jean Geay       | DVD       | Retraité |
| Les données manquantes sont à compléter. |          |                 |           |          |

## Population et société

### Démographie

#### Évolution démographique
L'évolution du nombre d'habitants est connue à travers les recensements de la population effectués dans la commune depuis 1793. Pour les communes de moins de 10 000 habitants, une enquête de recensement portant sur toute la population est réalisée tous les cinq ans, les populations de référence des années intermédiaires étant quant à elles estimées par interpolation ou extrapolation. Pour la commune, le premier recensement exhaustif entrant dans le cadre du nouveau dispositif a été réalisé en 2008.

En 2022, la commune comptait 298 habitants, en évolution de +13,74 % par rapport à 2016 (Charente-Maritime : +4,04 %, France hors Mayotte : +2,11 %).
| 1793 | 1800 | 1806 | 1821 | 1831 | 1836 | 1841 | 1846 | 1851 |
| ---- | ---- | ---- | ---- | ---- | ---- | ---- | ---- | ---- |
| 482  | 446  | 406  | 436  | 476  | 489  | 503  | 508  | 478  |

| 1856 | 1861 | 1866 | 1872 | 1876 | 1881 | 1886 | 1891 | 1896 |
| ---- | ---- | ---- | ---- | ---- | ---- | ---- | ---- | ---- |
| 495  | 512  | 535  | 502  | 473  | 507  | 506  | 515  | 492  |

| 1901 | 1906 | 1911 | 1921 | 1926 | 1931 | 1936 | 1946 | 1954 |
| ---- | ---- | ---- | ---- | ---- | ---- | ---- | ---- | ---- |
| 479  | 439  | 415  | 373  | 358  | 392  | 340  | 320  | 308  |

| 1962 | 1968 | 1975 | 1982 | 1990 | 1999 | 2006 | 2008 | 2013 |
| ---- | ---- | ---- | ---- | ---- | ---- | ---- | ---- | ---- |
| 295  | 277  | 258  | 238  | 243  | 238  | 256  | 261  | 248  |

| 2018 | 2022 | - | - | - | - | - | - | - |
| ---- | ---- | - | - | - | - | - | - | - |
| 288  | 298  | - | - | - | - | - | - | - |

## Culture locale et patrimoine

### Lieux et monuments

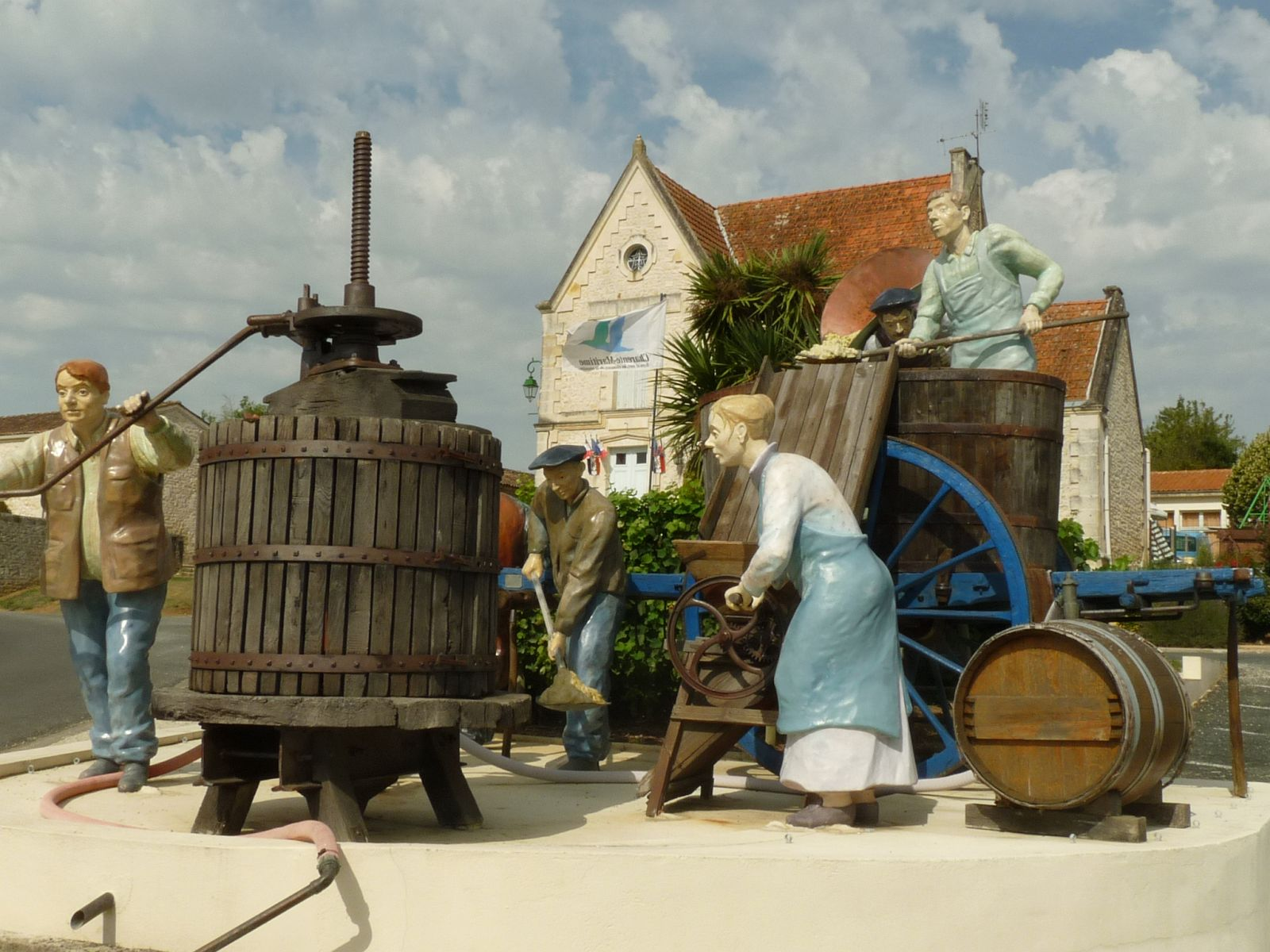
Scène de vendanges.

- Reproduction d’une scène de vendanges, qui en est animée par la cueillette des raisins, faite par les enfants de la commune, le jour du 22 janvier, fête de saint Vincent, patron des vignerons, suivie d’une messe dans l’église offrant la bénédiction du saint patron.

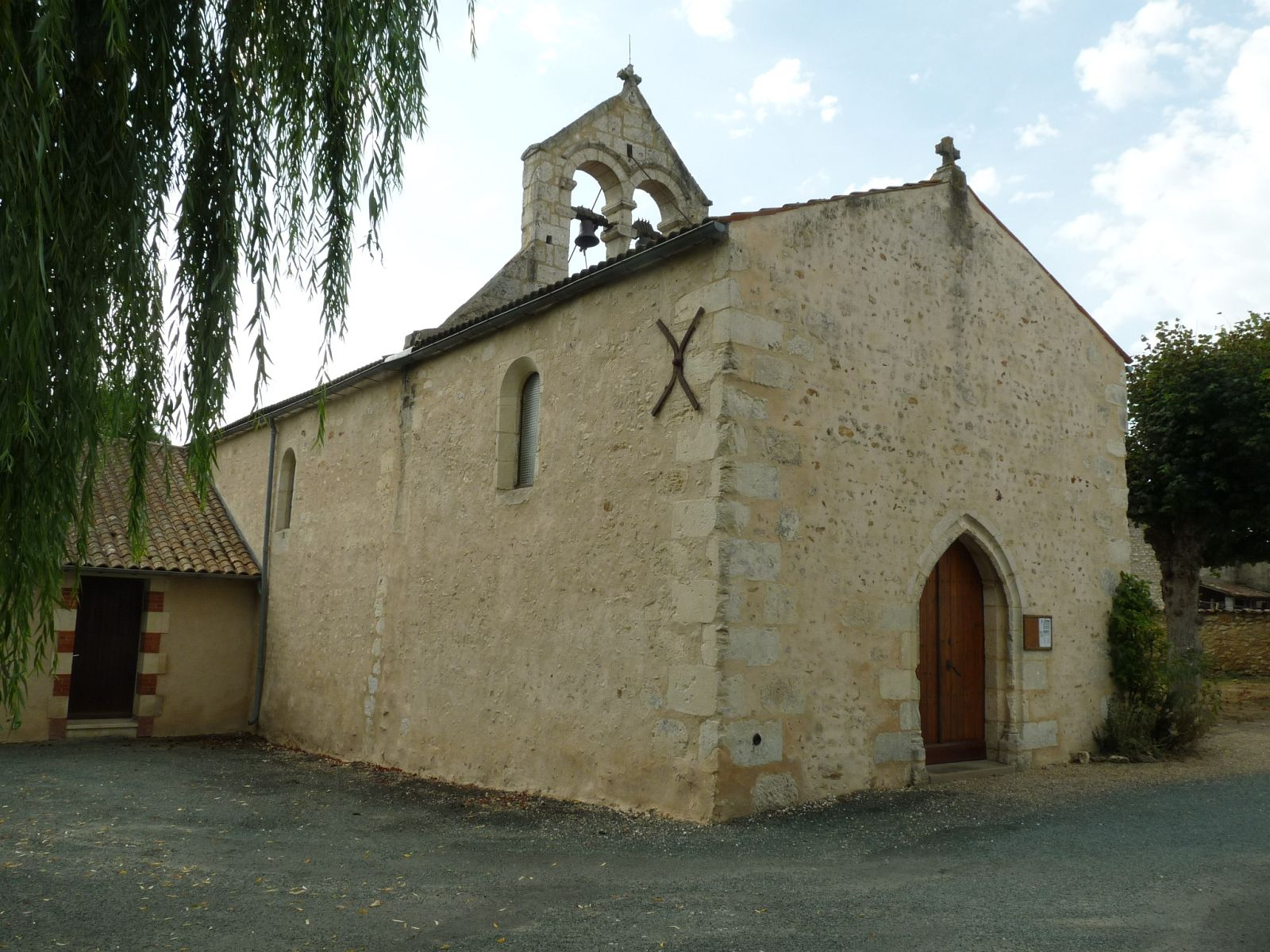
Église Saint-Étienne.

- Église Saint-Étienne.